# Semiasse
Semiasse, detto anche semialbero, è un componente che fa parte della trasmissione ovvero quell'insieme di meccanismi che, in un autoveicolo, permettono di trasmettere l'energia sviluppata dal motore alle ruote.
In particolare, l'asse di trazione è diviso in due semiassi dal differenziale. 
Nella maggior parte degli automezzi la trazione si trova su di un solo asse, in prevalenza quello anteriore; il differenziale viene inserito tra di esse per evitare che nelle curve, a causa della differenza della lunghezza di percorso che devono fare le due ruote, una di esse slitti; in tal modo alla comune rotazione imposta dalla trazione viene ad aggiungersi una rotazione aggiuntiva ed opposta per le due ruote.
Le auto con trazione anteriore, per permettere alle ruote motrici di sterzare, sono dotate di giunti omocinetici
Quando le sospensioni sono a ruote indipendenti i semiassi sono dotati di giunti. 
Le auto dotate di quattro ruote motrici hanno quindi 4 semiassi.